# Infelices para siempre
Infelices para siempre es una película de comedia romántica mexicana de 2023 dirigida por Noé Santillán-López y escrita por Miguel García Moreno y Adriana Pelusi. Está protagonizada por Adrián Uribe, Consuelo Duval, Angélica Aragón y Livia Brito. Se estrenó el 26 de enero de 2023 en cines mexicanos.

## Sinopsis
María José y Alfredo llevan casi 20 años casados pero ya no se soportan. Juntando sus ahorros, sus hijos les regalan un viaje a Puerto Peñasco, al mismo hotel donde celebraron su luna de miel. Sin embargo, la pareja será atormentada por un hechizo que los mantendrá en un bucle temporal el día de su aniversario, para poder salir deberán recordar los motivos por los que se casaron.

## Elenco
Los actores que participan en esta película son:
- Adrián Uribe como Alfredo García
  - Carlos Gaticas como el joven Alfredo García
- Consuelo Duval como María José Márquez
  - Paly Duval como la joven María José
- Niko Antonyan como Tolstoi
- Angélica Aragón como abuela
- Luis Arrieta como Ignacio Rosas
- Livia Brito como Carmen Pelusi
- Carolina Miranda como Bicha
- Lindsey Rojas como jugadora de voleibol
- Ruy Senderos como Bicho
- Jessica Taylor como Karla
- Ari Telch como Doctor Orozco
- Celines Toribio como asistente de vuelo
- Isabella Vázquez como Nina
- Elizabeth Cervantes como Chamana

## Producción
La fotografía principal comenzó el 18 de julio de 2019 y finalizó el 15 de agosto del mismo año en Puerto Peñasco, Sonora.

## Recepción
Javier Quintanar Polanco de Crónica criticó negativamente la película, señalando el guion accidentado y contradictorio que llega al ridículo, el montaje confuso y la poca química entre sus dos personajes principales. Por otro lado, Diana Conrado del portal Por amor al cine valoró favorablemente la película, destacando las actuaciones del elenco, especialmente las actuaciones del dúo protagonista calificándolas de creíbles.